# Рёкан (гостиница)

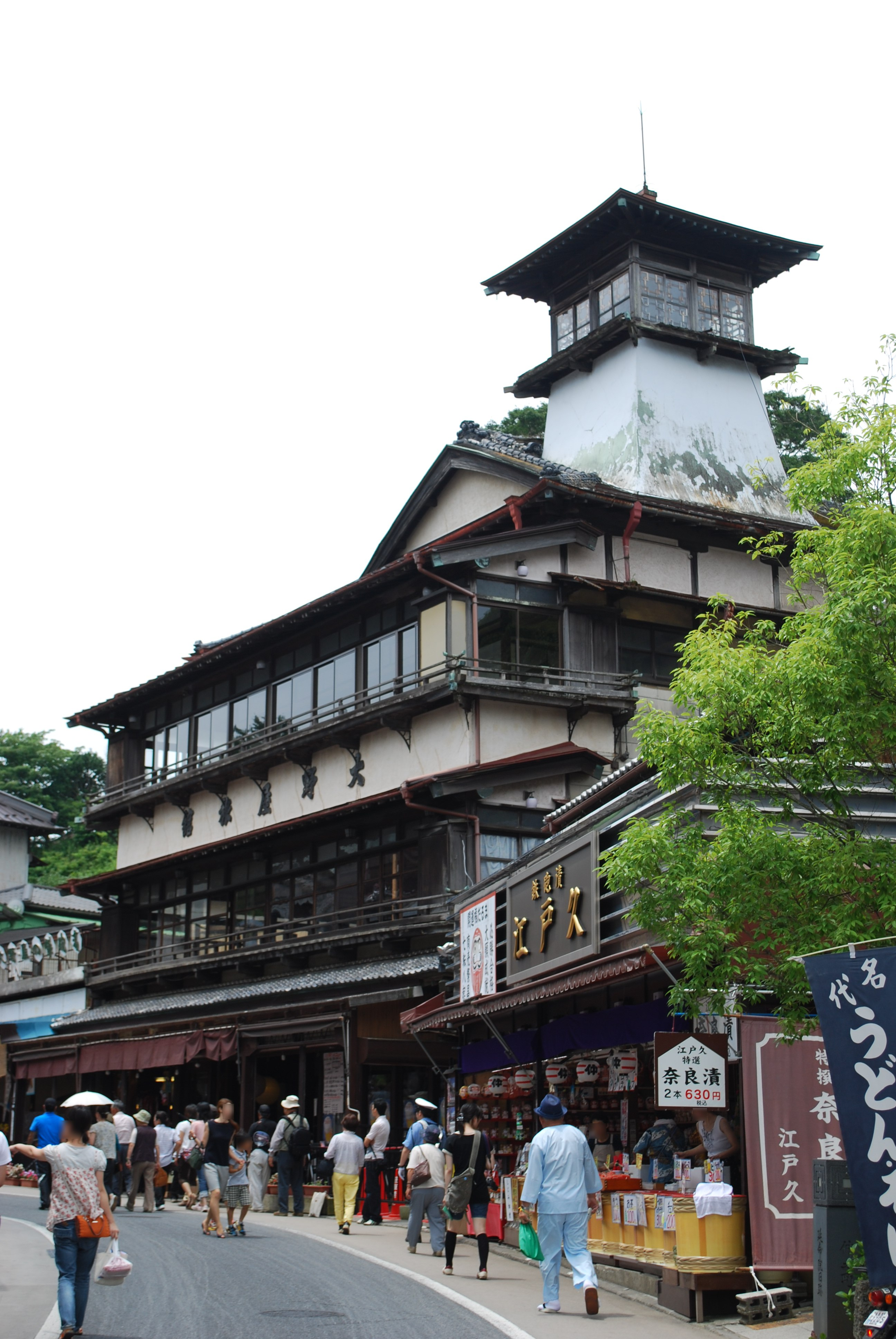
Рёкан

Рёкан (яп. 旅館 рёкан) — гостиница в традиционном японском стиле.

## Общее описание

### Внешний вид

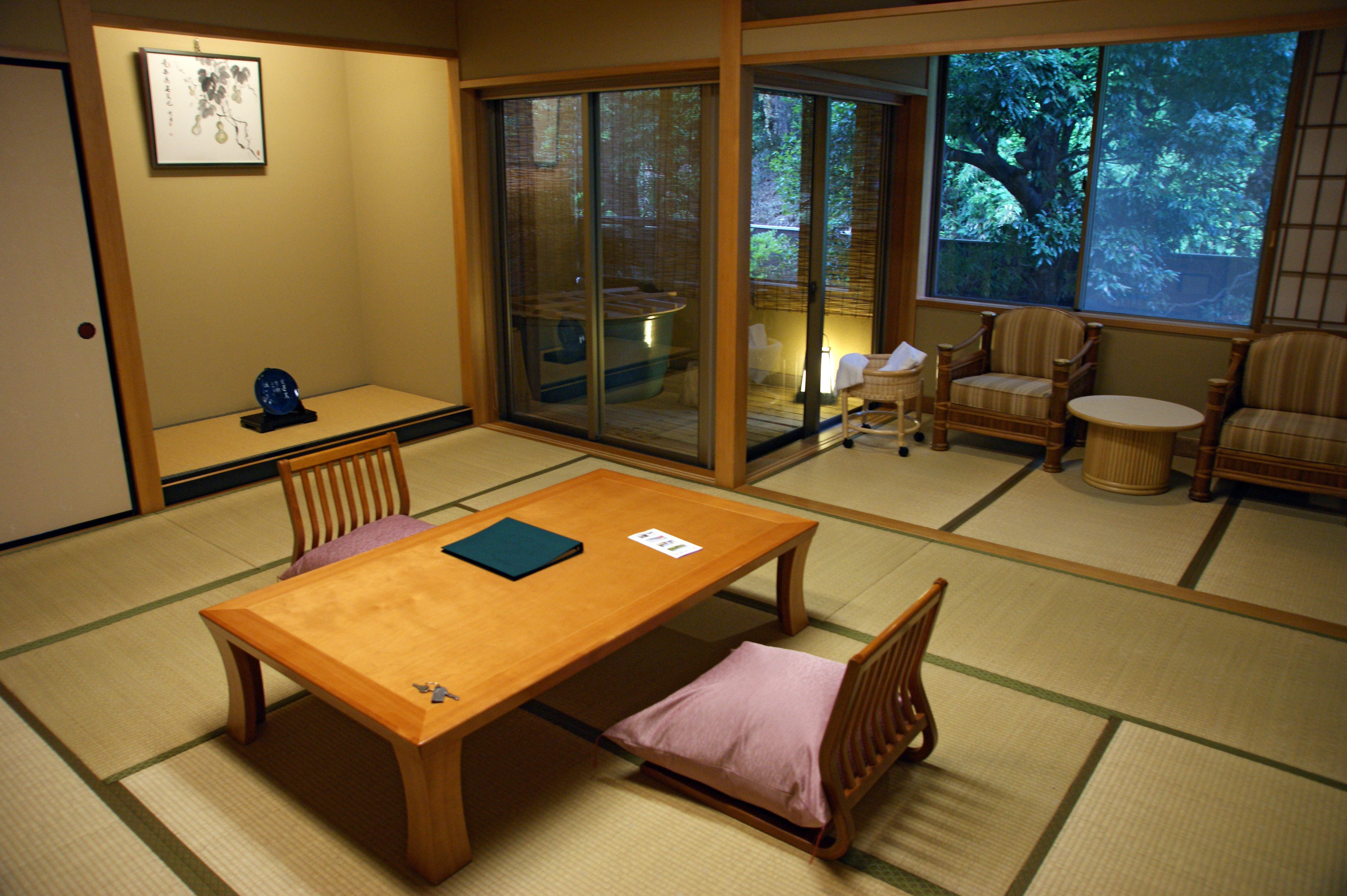
Внутреннее убранство

Рёкан представляет собой небольшой отель специфической формы с характерно изогнутой крышей. Более новые постройки имеют современный западный вид. Внутри, на первом этаже, находится холл, где туристы могут отдохнуть и поговорить, а также посмотреть телевизор (если таковой имеется). Гостиница отделана в традиционном японском стиле — можно увидеть настенные полотна с каной или иероглифами, характерные рисунки, а также икебаны, украшающие интерьер.

### Номера

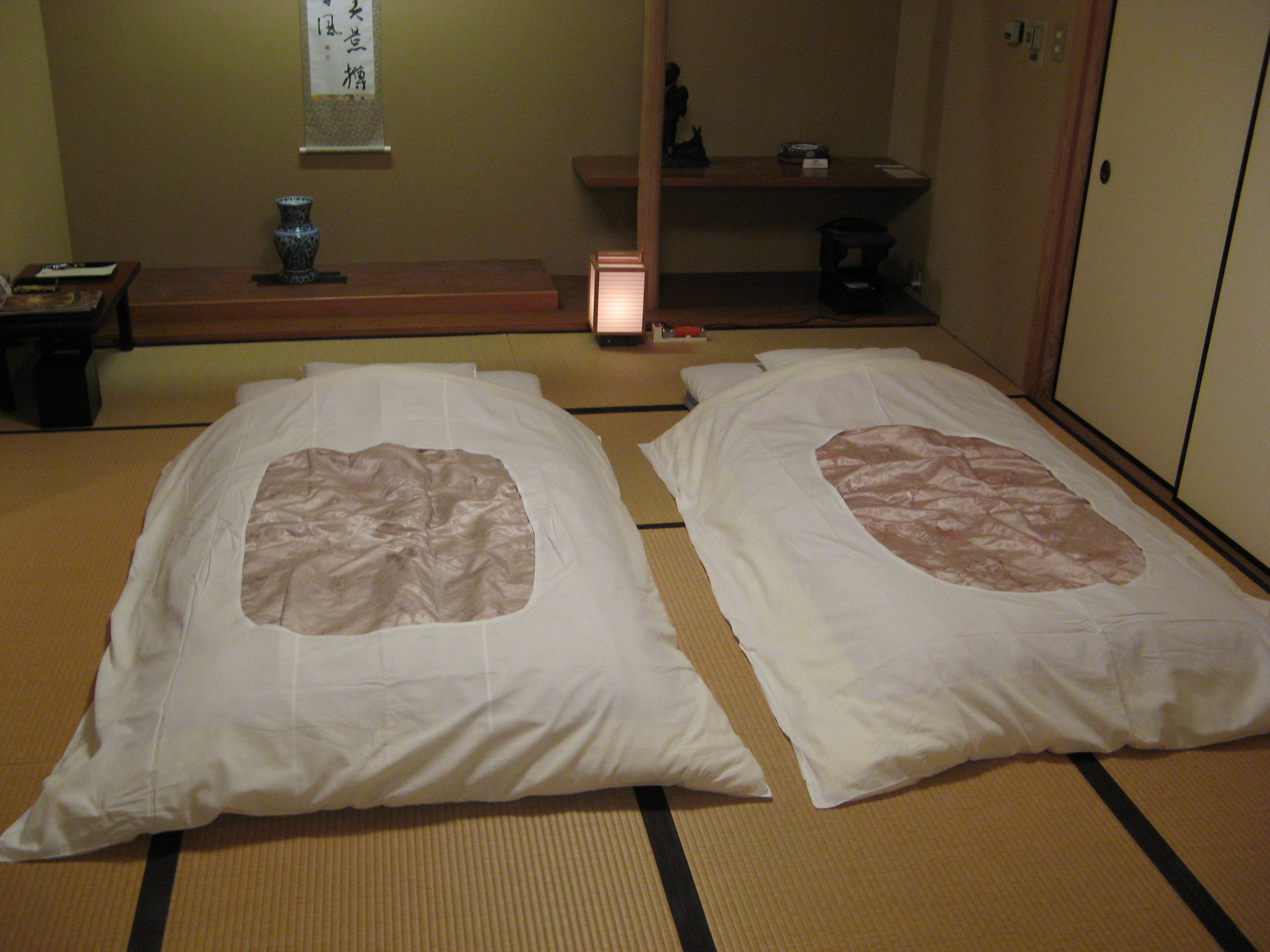
Футоны, разложенные на татами номера

Номера для постояльцев также имеют традиционный вид: пол выстлан татами — соломенными циновками, а балконные двери представляют собой сёдзи — оклеенные тонкой бумагой бамбуковые решётки. Дверь, ведущая в комнату, тоже может быть сёдзи, но в последнее время в целях безопасности используются межкомнатные двери из более прочных материалов. В каждой комнате стоит небольшой стол с чайными принадлежностями, за которым постояльцы могут пообедать, так как многие предпочитают есть у себя в комнатах.

### Особенности
В рёканах принято спать не на кроватях, а на футонах, стелимых на татами. Кроме того, в номерах отсутствует ванная комната: постояльцы пользуются общей зоной с душами и горячей ванной офуро (если в ней используется вода из горячих источников, то это называется онсен, а если из водопровода, то сенто). Вход в зону с ванной для мужчин и женщин раздельный. В некоторых модернизированных рёканах существуют номера с личными купелями с  водой из горячих источников, но, как правило, это является редкостью и стоит намного дороже. Туалет, как правило, есть в номере, но в самых дешевых рёканах может быть и общий на этаже.

## Персонал
Персонал рёкана — преимущественно женщины, облачённые в кимоно. Отношение служащих рёкана к посетителям несколько иное, чем в современных отелях, так как все услуги предоставляются только по заказу клиента, и в целом уровень обслуживания считается очень высоким. Как только туристы прибывают в гостиницу, им сразу показывают номер, а горничная приносит традиционную сладость и зелёный чай. У японцев, в отличие от других стран, не принято и даже запрещено давать чаевые (они считаются оскорблением). Однако в некоторых рёканах самого высокого класса, где гостю выделяют личную горничную, можно при желании оставить ей в подарок деньги в конверте.

## Питание

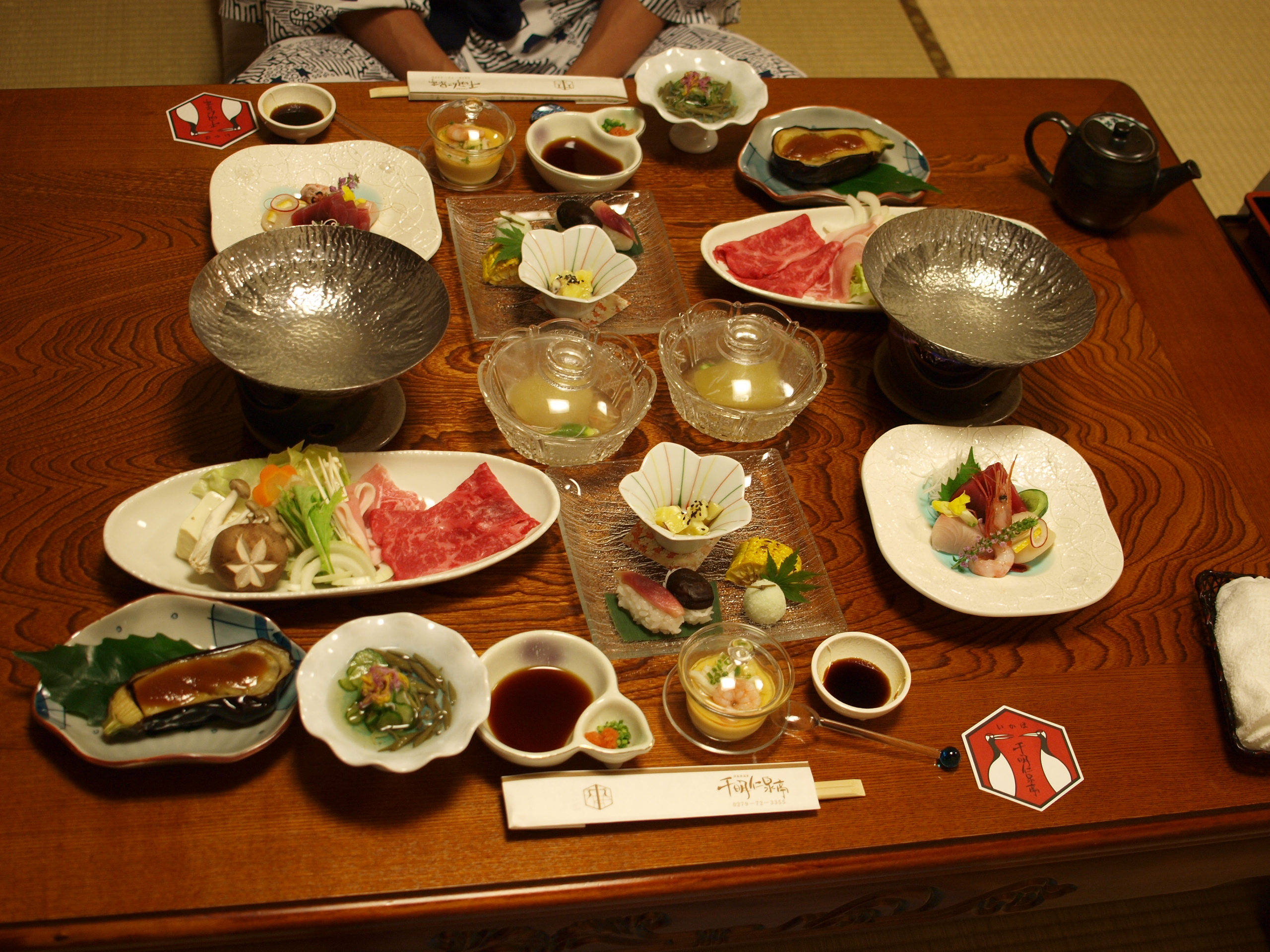
Ужин в рёкане

Что касается питания в рёкане, то кухня здесь также традиционная, она носит название «кайсэки». Питание, как правило, двухразовое и включается в стоимость номера. Блюда, подаваемые в рёкане, отличаются небольшим размером, тем не менее их количество довольно велико. Большую часть составляют блюда из разнообразных морепродуктов: рыбы, кальмаров, креветок и т. д. Например, посетителям отеля могут предложить попробовать сасими (сырую рыбу), а помимо морепродуктов — свежесобранные дикие овощи.

## Этикет
- В рёкане можно носить специальное кимоно под названием юката, которое находится в комнате каждого постояльца. Носить кимоно можно как в гостинице, так и за её пределами.
- Ходить по татами, покрывающим пол в комнате, можно только босиком.
- Во многих рёканах дверь запирают в 11 часов вечера.
- Нельзя входить в переднюю гостиницы, пока не появится её владелица.
- В каждой комнате рёкана обязательно имеется токонома, в которой может помещаться икебана, и какэдзику — свиток с картиной, каллиграфией и пр.
- В рёканах высшего класса от постояльцев требуется строгое соблюдение местного этикета.